# Donde viven los monstruos (película)
Donde viven los monstruos es una película fantástica estadounidense de 2009 dirigida por Spike Jonze basada en la historia de Maurice Sendak del mismo nombre. La película combina acción en vivo, actores disfrazados, animatrónica e imágenes generadas por ordenador.

## Argumento
La película es una extensión del propio cuento de Maurice Sendak que trata de un niño travieso y un tanto rebelde, Max (Max Records), que es castigado por molestar a su madre con la interpretación de un monstruo. Así, decide huir impulsivamente, navegando con un bote hacia un mundo habitado por monstruos. Allí, será nombrado el rey de los monstruos y crearán su propia civilización mientras Max aprende lo que supone la responsabilidad y el cuidado ya no solo de él mismo, sino de toda su civilización, llegando a la conclusión de que se necesita madurar en la vida.

## Simbolismo
Cada monstruo simboliza las personas que rodean al niño en cuanto a su personalidad, por ejemplo, Alexander representa la timidez, The Bull representa el rechazo, Judith es cruel y Carol es el solitario del grupo, también simbolizan las discusiones y sus miedos . Otros en cambio representan aspectos alegres como Ira que es colaborador, KW que es afectuoso o Douglas que es razonable. 
Al final se da cuenta de que los refugios que él crea están destruidos y de que tiene que madurar y abrirse más al mundo.

## Reparto
- Max Records como Max.
- Catherine Keener como Connie, la madre de Max.
- Pepita Emmerichs como Claire.
- Mark Ruffalo como Adrian.
- Steve Mouzakis como Mr. Elliott

### Voces
- James Gandolfini como Carol.
- Lauren Ambrose como KW.
- Chris Cooper como Douglas.
- Forest Whitaker como Ira.
- Catherine O'Hara como Judith.
- Paul Dano como Alexander.
- Michael Berry Jr. como The Bull.

## Novelización
En 2009, el guionista de la película, Dave Eggers, escribió The Wild Things, novela que adapta el largometraje. En España está editado por Montena bajo el título de Los Monstruos.

## Premios y nominaciones

### Globos de Oro
| Categoría                            | Receptor(a)             | Resultado |
| ------------------------------------ | ----------------------- | --------- |
| Globo de Oro a la mejor banda sonora | Carter Burwell, Karen O | Nominados |

### Premios Saturn
| Categoría                                     | Receptor(a)               | Resultado |
| --------------------------------------------- | ------------------------- | --------- |
| Saturn Awards a la mejor actriz               | Catherine Keener          | Nominada  |
| Saturn Awards al mejor guion                  | Spike Jonze y Dave Eggers | Nominados |
| Saturn Awards a la mejor película de fantasía |                           | Nominada  |
| Saturn Awards al mejor actor joven            | Max Records               | Nominado  |

### Chicago Film Critics Association Awards
| Categoría                                                       | Receptor(a)               | Resultado |
| --------------------------------------------------------------- | ------------------------- | --------- |
| Chicago Film Critics Association Awards a la mejor película     |                           | Nominada  |
| Chicago Film Critics Association Awards a la mejor banda sonora | Carter Burwell y Karen O  | Nominados |
| Chicago Film Critics Association Awards a la promesa del futuro | Max Records               | Nominado  |
| Chicago Film Critics Association Awards al mejor guion adaptado | Spike Jonze y Dave Eggers | Nominados |

### Young Artist Awards
| Categoría                          | Receptor(a) | Resultado |
| ---------------------------------- | ----------- | --------- |
| Young Artist Awards al mejor actor | Max Records | Ganador   |

### Premios Imagina
| Categoría                                        | Receptor(a) | Resultado |
| ------------------------------------------------ | ----------- | --------- |
| Premios Imagina a las mejores efectos especiales |             | Ganador   |

Aparte de estos premios, Donde viven los monstruos ha recibido 13 nominaciones más.